# Alpay Özalan
Fehmi Alpay Özalan (ur. 29 maja 1973 w Izmirze) – były turecki piłkarz występujący na pozycji obrońcy w 1. FC Köln.

## Kariera
Alpay Özalan zaczynał karierę w 1992 roku w klubie Altay S.K. Po roku przeszedł do czołowego zespołu w kraju - Beşiktaşu JK. Tu grał długie 6 lat, po czym przeszedł do Fenerbahçe SK. Przez rok występów w Fenerbache potwierdził, że jest dobrym zawodnikiem, w efekcie czego wyjechał do Anglii, do Aston Villa F.C. W Premiership przez 3 lata rozegrał tylko 52 mecze, po czym wyjechał aż do Azji, do koreańskiego Incheon United. Wytrzymał tu rok i wyruszył na podbój Japonii do klubu Urawa Reds Diamonds. Po 13 występach zdecydował się powrócić do Europy, tyle że tym razem zdecydował się na grę dla 1. FC Köln. I mimo spadku do II ligi i wielu ofert z innych zespołów Turek wciąż jest wierny dotychczasowym barowm.
W reprezentacji Turcji Alpay debiutował w 1995 r. i grał w niej aż do 2005 r. W ciągu tych 10 lat zdołał rozegrać 90 mecze i 4 razy trafił do siatki.

## Sukcesy
- Mistrzostwo Turcji: 1994/1995
- Puchar Turcji: 1994, 1998
- 3. miejsce na Mistrzostwach Świata 2002
- ćwierćfinał Mistrzostw Europy 2000